# Beta Israel
Els Beta Israel (hebreu: ביתא ישראל, «casa d'Israel»), també coneguts com a falaixes, són un grup ètnic etiòpic que es distingeix sobretot per practicar certes creences i tradicions del judaisme. Prop del 80% (més de 100.000) viuen actualment a Israel, on van emigrar durant els anys 1980 i 1990 gràcies a la Llei del Retorn de 1950. La seva població actual a Etiòpia s'estima en uns 4.000 individus.
Foren reconeguts el 1975 com a «descendents de les Tribus d'Israel perdudes», segons una investigació realitzada pel Gran Rabí sefardí Ovadia Yosef. Israel els reconegué aleshores com a «jueus autèntics», permetent-los poder emigrar a aquest Estat.
Israel negocià amb el govern comunista d'Etiòpia per poder traslladar els qui volguessin a territori israelià. Aquesta operació s'anomenà Operació Moisès, intervenció que a causa del col·lapse del sistema comunista al poder es complicà més de l'esperat i hagué de ser allargada amb l'Operació Josuè i l'Operació Salomó.
Tanmateix, malgrat el pas de les generacions, encara són un dels col·lectius més empobrits i amb un dels percentatges d'atur més alts, una situació que algunes consideren discriminatòria i que s'afegeix a les usuals agressions policials que, segons denuncien, es produeixen pel color de pell.

## Demografia

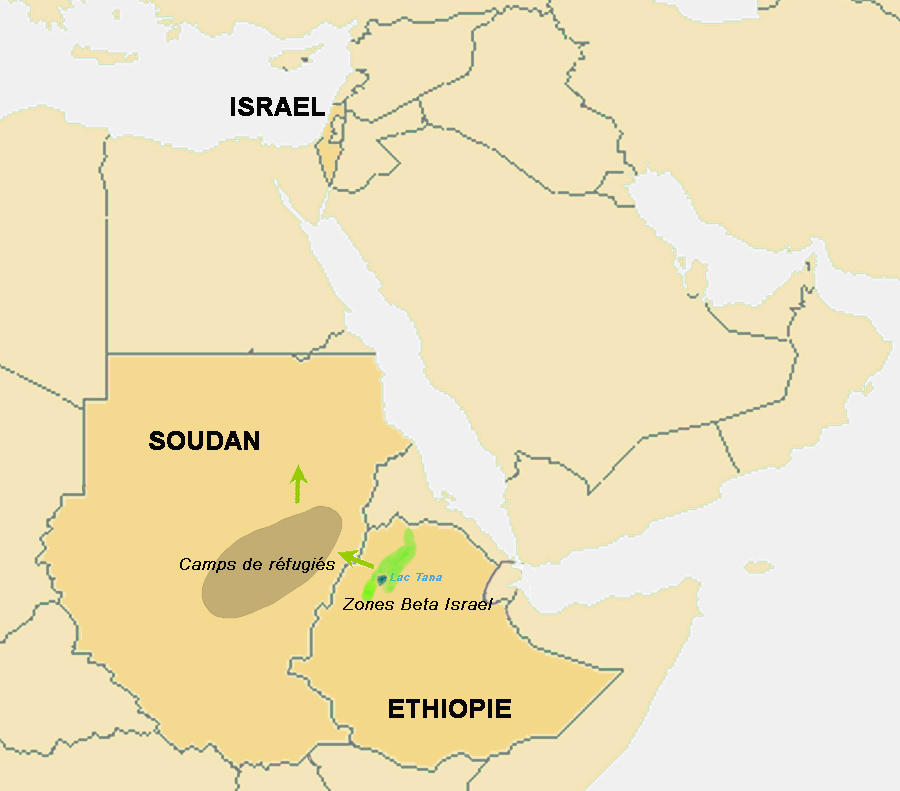
Mapa d'emigració dels Beta Israel

| Anys    | Immigrants d'Etiòpia | Immigració total a Israel |
| ------- | -------------------- | ------------------------- |
| 1948–51 | 10                   | 687.624                   |
| 1952–60 | 59                   | 297.138                   |
| 1961–71 | 98                   | 427.828                   |
| 1972–79 | 306                  | 267.580                   |
| 1980–89 | 16.965               | 153.833                   |
| 1990–99 | 39.651               | 956.319                   |
| 2000–04 | 14.859               | 181.505                   |
| 2005-09 | 12.586               | 86.855                    |
| 2010    | 1,652                | 16.633                    |
| 2011    | 2.666                | 16.892                    |
| 2012    | 2.432                | 16.557                    |
| 2013    | 450                  | 16.968                    |